# Sippie Wallace
Sippie Wallace, född Beulah Thomas 1 november 1898 i Houston, död 1 november 1986 i Detroit, var en amerikansk bluessångerska, låtskrivare och pianist.
Wallace var dotter till en baptistdiakon och som barn spelade hon piano och sjöng i kyrkan. Hon flyttade 1915 till New Orleans och gifte sig två år senare med Matt Wallace. Efter att 1923 flyttat till Chicago fick hon kontrakt med skivbolaget Okeh. För Okeh spelade Wallace under 1920-talet in över 40 sånger, många skrivna av henne själv eller tillsammans med sina bröder George och Hersal Thomas. Hersal avled 1926 av matförgiftning. När kontraktet med Okeh gick ut i slutet av 1920-talet flyttade Sippie till Detroit, där hennes musikaliska aktivitet avtog. När både brodern George och maken Matt dog 1936 gick hon med i Leland Baptist Church, där hon under de närmsta 40 åren sjöng och spelade orgel.
Efter att sedan 1936 i stort sett varit inaktiv på bluesscenen övertalades Wallace 1966 av vännen Victoria Spivey att göra comeback. Hon fortsatte därefter att turnera och göra inspelningar fram till sin död, dock med lägre intensitet efter att ha drabbats av en stroke 1970. Hennes sista album, Sippie, spelades in 1982 med hjälp från Bonnie Raitt. Wallace avled 1986, på sin 88:e födelsedag, efter att ha drabbats av en ny stroke.